# Park Narodowy Vadvetjåkka
Park Narodowy Vadvetjåkka (szw. Vadvetjåkka nationalpark, w języku północnolapońskim Vádvečohkka) - najdalej na północ położony park narodowy w Szwecji. Administracyjnie znajduje się na terenie gminy Kiruna, w regionie Norrbotten. Obejmuje tereny górskie na północny zachód od jeziora Torneträsk. Najbliższa miejscowość to Riksgränsen. Ze względu na swą niedostępność i odległość od siedzib ludzkich, park jest rzadko odwiedzany przez turystów. Na terenie parku i w jego okolicach mieszka niewielka liczba Lapończyków. Nazwa parku wywodzi się od nazwy szczytu Vadvetjåkka, położonego w granicach parku. Obecnie wydawane mapy coraz częściej stosują nazwę w języku północnolapońskim - Vádvečohkka.
Park chroni florę, której bogactwo gatunkowe jest efektem gleb powstałych na wapiennych skałach oraz częste deszcze, wywołane bliskością Atlantyku. Rzeka Njuoroaätno (w języku północnolapońskim Njuoraeatnu) wyznacza południową granicę parku i tam tworzy szerokie rozlewiska, wiosną i latem obfitujące w gatunki ptaków. Pozostałą część parku tworzą zbocza góry Vadvetjåkka.
Nie ma dróg prowadzących na teren parku. Jedyne sposoby dostania się tam to podróż łodzią po jeziorze Torneträsk lub wędrówka szlakiem wytyczonym od stacji kolejowej Låktajåkka. Na terenie parku nie ma infrastruktury turystycznej.